# WChUTEMAS

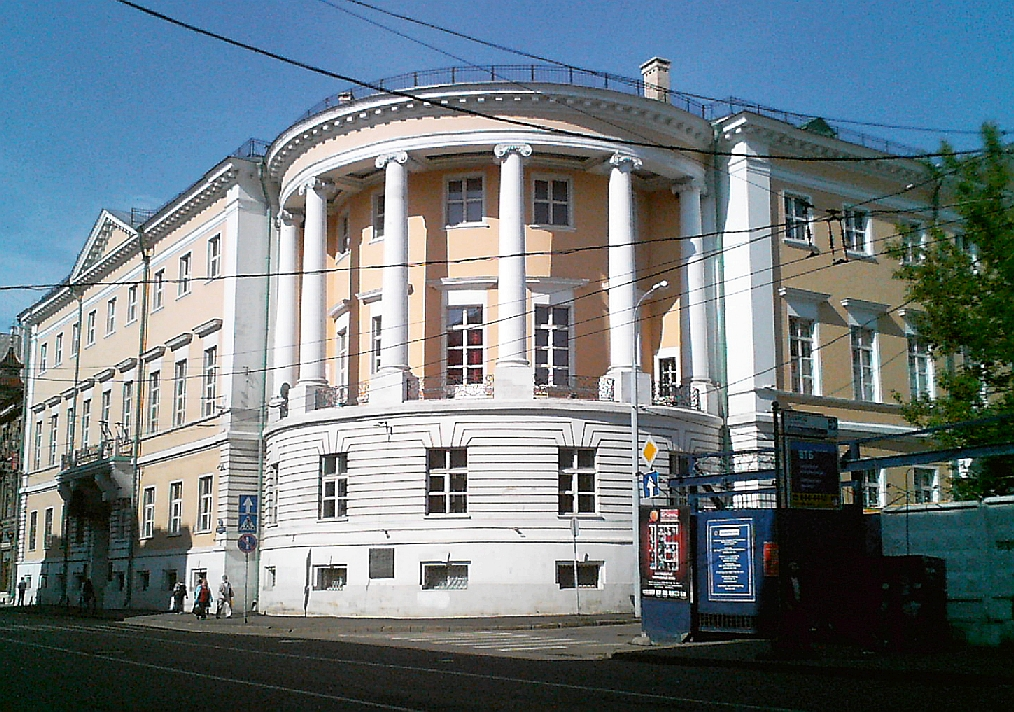
Ehemaliges Wchutemas-Gebäude in Moskau

Die WChUTEMAS (russisch ВХУТЕМАС, Akronym aus Высшие художественно-технические мастерские (Wysschije Chudoschestwenno Technitscheskije Masterskije), zu deutsch Höhere Künstlerisch-Technische Werkstätten), ab 1927 WChUTEIN (russisch ВХУТЕИН, Akronym aus  Высший художественно-технический институт (Wysschi Chudoschestwenno Technitscheski Institut), deutsch Höheres Künstlerisch-Technisches Institut) war eine von 1920 bis 1930 bestehende staatliche Kunsthochschule in Moskau. Sie hatte sich den Ideen der russischen Avantgarde verschrieben, galt einige Zeit als fortschrittlichste Kunstschule der Welt  und Vorreiter des Konstruktivismus. Das Bauhaus in Deutschland wurde stark beeinflusst von dieser Schule, die Unterricht anbot in Bildhauerei, Druckgewerbe, Textil- und Keramikgestaltung, Malerei und Metall- und Holzbearbeitung. Von 1927 bis 1930 wurde sie geführt als WChUTEIN. Im Zuge der Zurückdrängung der Avantgarde durch den sozialistischen Realismus wurde sie 1930 aufgelöst.

## Geschichte

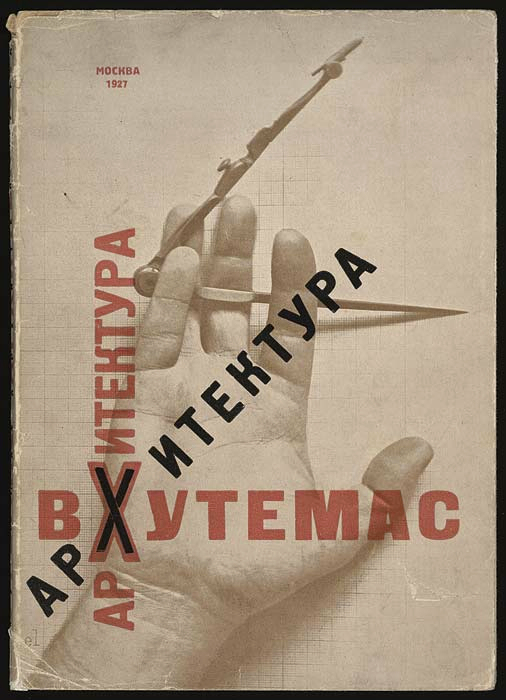
Architektur Wchutemas, Bucheinband von El Lissitzky (1927)

Mit der Konstituierung der Russischen Sozialistischen Föderativen Sowjetrepublik (RSFSR) 1918 wurden Akademien oder Kunst- und Gewerbeschulen in Staatliche Freie Kunstwerkstätten, kurz Swomas oder SGChM (russisch Свободные художественные мастерские), umgewandelt. In den SGChM hatten die Studenten das Recht ihre Lehrer selbst zu wählen. Dafür konnten alle Künstler und Architekten für die Leitung einer Werkstatt kandidieren. Diese Freien Kunstwerkstätten bildeten sich unter anderem in Sankt Petersburg, Kasan, Saratow, Odessa, Charkow und Witebsk.
In Moskau entstanden aus der Stroganow-Kunst- und Technik-Schule die Ersten Staatlichen Freien Kunstwerkstätten und aus der Moskauer Hochschule für Malerei, Bildhauerei und Architektur (MUSchWS) die Zweiten Staatlichen Freien Kunstwerkstätten. An den zweiten SGChM leiteten Iwan Scholtowski, Alexei Schtschussew und I. Rylski einzelne Werkstätten, die klassizistisch geprägt waren. Gegen Ende des zweiten Studienjahres (1919/20) bildete sich eine Studentengruppe (Wiktor Balichin, S. Motschalow, Nikolai Krassilnikow) gegen die Klassizisten. Beeinflusst waren die Studenten besonders von der Schiwskulptarch (Kommission zur Synthese von Bildhauerei und Architektur). Aus der Schiwskulptarch und den Studenten bildete sich die „linke Werkstätte“.
Zeitgleich mit dieser Spaltung innerhalb der zweiten SGChM wurden diese am 19. Dezember 1920 per Dekret der Sowjetregierung mit den ersten SGChM zur „Staatlichen Höheren Künstlerisch-Technischen Werkstätte“ (WChUTEMAS) zusammengeführt.
Am 4. März 1927 wurden die WChUTEMAS in WChUTEIN umbenannt.
1930 wurde die Lehranstalt geschlossen. Die Abteilung Malerei und Bildhauerei wurde mit der entsprechenden Petersburger Einrichtung zum Institut proletarischer darstellender Künste (seit 1932 Institut für Malerei, Bildhauerei und Architektur) zusammengelegt. Die Architekturabteilung ging ein in das neue Höhere Architektur- und Bauinstitut (ab 1933 Moskauer Architektur-Institut).

## Kunsthistorische Bedeutung
Das Besondere dieser neuen Werkstätten war die Verbindung der Schönen Künste – Malerei und Bildhauerei – mit den sogenannten Produktionskünsten – Architektur, Druckgewerbe, Metall- und Holzbearbeitung, Textil und Keramik.
Die künstlerisch-technischen Werkstätten waren in Zielsetzung, Aufgabenbereich und Organisation dem im gleichen Zeitraum bestehenden Bauhaus vergleichbar. Sie sollten die Handwerkstradition mit modernen Technologien verbinden und die Einbindung der Künste in die Produktion vorbereiten.

## Aufbau

### Fakultäten
Die WChUTEMAS waren in acht Fakultäten aufgeteilt: drei Kunstwerkstätten und fünf Produktionswerkstätten. Die Kunstwerkstätten waren:
- Malerei (Tafel-, Monumental- und Dekorationsmalerei)
- Bildhauerei
- Architektur; gleich zu Beginn der WChUTEMAS, zwischen 1920 und 1923, bildeten sich innerhalb der Architekturfakultät drei unterschiedliche und miteinander konkurrierende Ausbildungskonzepte heraus:
  - Die traditionell arbeitenden Akademischen Werkstätten, deren Unterricht sich von der vorangegangenen Akademieausbildung kaum wesentlich unterschied.
  - Die Vereinigten Linken Werkstätten (OBMAS), die nach Nikolai Ladowskis psychoanalytischer Methode arbeiteten.
  - Die Werkstatt der Experimentellen Architektur, welche sich an Ilja Golossows Theorien des Aufbaus architektonischer Organismen orientierte.

Die Produktionswerkstätten waren aufgeteilt in:
- Metall-
- Holz-
- Keramik-
- Textil-
- Druckgrafik-Werkstatt

Die Metall- und Holzwerkstätten wurden später unter der Leitung von Alexander Rodtschenko und El Lissitzky zusammengelegt.

### Grundsektion
Das Studium bestand ab 1923 aus einem übergreifenden Basiskurs für alle Studenten, der Grundsektion, vergleichbar mit dem Vorkurs des Bauhauses. Diese Grundausbildung sollte sowohl künstlerisch, naturwissenschaftlich-technisch, sowie gesellschaftswissenschaftlich-politisch sein. Die Dauer der Grundsektion war anfangs zwei Jahre, ab 1926 nur noch ein Jahr. Dekane der Grundstufe waren Konstantin Istomin (1923–1926), Wiktor Toot (1926–1928) und Wiktor Balichin (1928–1930).

## Lehrpersonal und Schüler
Rektoren: Efim Rawdel (1920–1923), Wladimir Faworski (1923–1926), Pawel Nowizki (1926–1930)
Die Angaben zur Tätigkeit wurden wie folgt aus der französischen Quelle übernommen: professeur = Professor, maître-assistant = Dozent, assistant = Assistent, lecteur = Redner.
Lehrpersonal
- Hinnerk Scheper (1897–1957), Farbgestaltung in der Architektur (1929–1931)[8]
- Alexei Babitschew (1887–1963), Professor für Bildhauerei 1920–1930[7]
- Wiktor Balichin (1893–1953), Assistent 1923–1929[7]
- Andrei Burow (1900–1957), Assistent 1925–1927[7]
- Lew Bruni (1894–1948), Dozent 1924–1930[7]
- Nikolai Dokutschajew (1891–1944), Professor für Architektur 1920–1930[7]
- Alexander Drewin (1889–1938), Dozent 1920–1930[7]
- Iwan Efimow (1978–1959), 1920–1930[7]
- Alexandra Exter (1882–1949),  1920–1921[7]
- Wadim Falilejew (1879–1950), 1920–1924[7]
- Robert Falk (1886–1958), Professor für Malerei 1920–1928[7]
- Wladimir Faworski (1886–1964), 1920–1930[7]
- Alexei Filippow (1882–1956), 1920–1923, 1927–1929[7]
- Moissei Ginsburg (1892–1946), Lehrer 1922–1930[7]
- Ilja Golossow (1883–1945), Professor für Architektur 1920–1930[7]
- Anna Golubkina (1864–1927), 1920–1922[7]
- Oskar Grjun (1874–1935), 1920–1930[7]
- Sergei Gerassimow (1885–1964), 1921–1930[7]
- Konstantin Istomin (1887–1942), Professor 1921–1930[7]
- Wassily Kandinsky (1866–1944), 1920–1921[7]
- Dimitri Kardowski (1866–1943), 1920–1930[7]
- Gustavs Klucis (1895–1938), 1924–1930[7]
- Nikolai Kuprejanow (1894–1933), 1922–1929[7]
- Alexander Kuprin (1880–1960), 1923–1930[7]
- Pawel Kusnezow (1878–1968), 1920–1930[7]
- Wladimir Krinski (1890–1971), Professor für Architektur 1920–1930[7]
- Nikolai Ladowski (1881–1941), Professor für Architektur 1920–1930[7]
- Anton Lawinski (1893–1968), Professor für Bildhauerei 1920–1926[7]
- Iwan Leonidow (1902–1959), 1927–1930[7]
- El Lissitzky (1890–1941), Redner 1921, Professor 1926–1930[7]
- Konstantin Melnikow (1890–1974), Professor für Architektur 1920–1924, 1927–1930[7]
- Pjotr Mituritsch (1887–1956), 1924–1929[7]
- Dimitri Moor (1883–1946), 1929–1930[7]
- Wera Muchina (1889–1953), 1924–1929[7]
- Nina Niss-Goldman (1892–1990), Lehrerin 1920–
- Ignaz Niwinski (1881–1933), 1921–1930[7]
- Pawel Nowitzki (1888–1971), vor 1926–1930[7]
- Nadeschda Udalzowa (1886–1961), 1920–1930[7]
- Oksane Pawlenko (1895– ), Professorin für Keramik 1929–1930[7]
- Pawel Pawlinow (1881–1966), 1921–1930[7]
- Iwan Pawlow (1872–1951), 1920–1922[7]
- Nikolai Piskarjew (1892–1959), 1921–1930[7]
- Ljubow Popowa (1889–1924), Professorin für Malerei 1920–1924[7]
- Isaak Rabinowitsch (1894–1961), 1925–1930[7]
- Michail Rodionow (1885–1956), 1925–1930[7]
- Alexander Rodtschenko (1891–1956), Professor für Malerei 1920–1930[7]
- Nikolas Schewerdiajew (1887–1952), 1922–1930[7]
- Alexander Schewtschenko (1882–1948), 1920–1930[7]
- Dawid Schterenberg (1881–1948), 1920–1930[7]
- Alexei Schtschussew (1873–1949), 1924–1930[7]
- Iwan Scholtowski (1867–1959), Professor für Architektur 1920–1923[7]
- Warwara Stepanowa (1894–1958), 1924–1925[7]
- Wladimir Tatlin (1885–1953), 1927–1930[7]
- Iossif Tschajkow (1888–1979), 1923–1930[7]
- Nikolai Tschernichew (1885–1973), 1920–1930[7]
- Sergei Tschernichew (1881–1963), 1920–1930[7]
- Wiktor Toot (1893–1963), 1924–1930[9]
- Béla Uitz (1887–1972), Professor für Malerei 1926[10]–nach 1929[7]
- Alexander Wesnin (1883–1959), Professor für Malerei und Architektur 1921–1930[7]
- Leonid Wesnin (1880–1933), Professor für Architektur 1920–1930[7]

Bekannte Schüler
- Michail Adrianow (1907– ), Studium bis 1930
- Kirill Afanasjew (1909–2002), Studium bis 1929
- Karo Alabjan (1897–1963), Studium bis 1929
- Pawel Alexandrow (1909–1968), Studium bis 1930
- Alexander Alimow (1903– ), Studium bis 1930
- Arkadi Arkin (1904– ), Studium bis 1927
- Wiktor Balichin (1893–1953), Studium bis 1924
- Michail Barschtsch (1904–1976), Studium bis 1926
- Nikolai Besseda (1910– ), Studium bis 1928
- Boris Blochin (1900–1966), Studium bis 1927
- Iwan Bolbaschewski (1897–1975), Studium bis 1929
- Georgi Borissowski (1907– ), Studium bis 1930
- Pjotr Budo (1903–1942), Studium bis 1930
- Andrei Bunin (1905–1977), Studium bis 1930
- Andrei Burow (1900–1957), Studium bis 1925
- Abram Damski (1906–1988), Studium
- Jossif Dlugatsch (1902–1941), Studium bis 1930
- Witali Dolganow (1901–1969), Studium bis 1929
- Awraam Faifel (1896–1967), Studium bis 1929
- Pantelejmon Fedulow (Lebensdaten unbekannt), Studium bis 1930
- Isidor Franzus (1896–1990), Studium bis 1926
- Alexander Fufajew (1894–1967), Studium bis 1925
- Alexander Galaktianow (1905–1975), Studium bis 1929
- Pjotr Galaktianow (1906–1967), Studium bis 1929
- Semjon Gelfeld (1898–1976), Studium bis 1928
- Sergei Glagoljew (1893–1968), Studium bis 1926
- Gleb Gluschtschenko (1901–1967), Studium bis 1928
- Georgi Goltz (1893–1946), Studium bis 1922
- Jossif Gruschenko (1900–1965), Studium bis 1928
- Nikolai Gundorow (1895–1973), Studium bis 1927
- Wiktor Kalmykow (1908–1981), Studium bis 1930
- Alexander Karra (1904–1944), Studium bis 1927
- Gustavs Klucis (1895–1938), Studium bis 1921
- Konstantin Knjasew (1904– ), Studium 1922–
- Gevorg Kochar (1901–1973), Studium 1920–1926
- Lidija Komarowa (1902–2002), Studium bis 1929
- Nikolai Kolli (1894–1966), Studium bis 1922
- Jakow Kornfeld (1896–1962), Studium 1921–1924
- Michail Korschew (1897–1986), Studium bis 1926
- Nikolai Krassilnikow (1899– ), Studium bis 1928
- Iwan Kusmin (1903–1984), Studium bis 1930
- Iwan Lamzow (1899–1990), Studium bis 1926
- Witali Lawrow (1902– ), Studium bis 1928
- Iwan Leonidow (1902–1959), Studium 1921–1927
- Michail Lifschitz (1905–1983) Studium 1923–1929
- Solomon Lisagor (1898–1938), Studium bis 1928
- Berthold Lubetkin (1901–1990), Studium
- Alexander Maschinski (1902– ), Studium bis 1930
- Wassili Makaschow (1891–1942), Studium bis 1924
- Ignati Milinis (1899–1974), Studium 1927–1929
- Wiktor Petrow (Lebensdaten unbekannt), Studium
- Michail Sinjawski (1895–1979), Studium bis 1926
- Nikolai Sokolow (1904–1990), Studium 1925–1930
- Nikolai Trawin (1898–1975), Studium bis 1929
- Michail Turkus (1896–1991), Studium bis 1927
- Nikolai Umanski (1900–1976), Studium 1921–1927
- Sergei Wachtangow (1907–1987), Studium bis 1930
- Wjacheslaw Wladimirow (1898–1942), Studium 1920–1922
- Georgi Zimin (1900–1985), Studium 1921–

## Ausstellungen
- 2014/2015: WChUTEMAS – Ein russisches Labor der Moderne. Architekturentwürfe 1920–1930., Martin-Gropius-Bau, Berlin.[11]